# Xã Clark, Quận Chariton, Missouri
Xã Clark (tiếng Anh: Clark Township) là một xã thuộc quận Chariton, tiểu bang Missouri, Hoa Kỳ. Năm 2010, dân số của xã này là 456 người.